# 冬島泰三
冬島 泰三（ふゆしま たいぞう、1901年（明治34年）6月2日 - 1981年（昭和56年）12月24日）は、日本の映画監督、脚本家である。本名は前出 小四郎（まえで こしろう）、脚本家デビュー時の筆名は前出 胡四朗（読み同）。

## 人物・来歴
1901年（明治34年）6月2日、京都府京都市の酒造業の家に「前出小四郎」として生まれる。
旧制・大阪高等工業学校（現在の大阪大学工学部）機械科を中途退学して、京都大学機械科助手となる。1920年（大正9年）前後に阪神電気鉄道に入社、同社の沿線の兵庫県武庫郡鳴尾村（現在の同県西宮市鳴尾）に住んでいた佐藤紅緑に師事した。当時の佐藤の書生にのちの映画プロデューサーの竹井諒がいた。
1924年（大正13年）、佐藤が東亜キネマ甲陽撮影所に招かれて脚本部長に就任すると、冬島も入社し、同部に配属された。「前出胡四郎」の名で執筆した脚本が採用されて細山喜代松が監督し、1926年（大正15年）、脚本家としてデビューする。同年、京都の等持院撮影所に異動になり、石田民三、広瀬五郎に脚本を書いた。東亜キネマでは10本のオリジナルを含む13本の脚本が1927年（昭和2年）までに映画となった。
同年、衣笠貞之助が主宰する衣笠映画聯盟に参加し、「冬島泰三」をはじめて名乗る。4本のオリジナルを含む8本の脚本が採用され、いずれも衣笠が監督した。『鬼あざみ』はフレッド・ニブロ作品を翻案したもので、ニブロが原作にクレジットされている。同年中に阪東妻三郎が主宰する阪東妻三郎プロダクションに参加、安田憲邦が監督した市川松之助主演作『降魔』をオリジナルに書き下ろし、翌1928年（昭和3年）には、助監督を経験せずに、自らが書き下ろしたオリジナル脚本をもとに、梅若礼三郎主演作『任侠五十三次』で監督としてデビューした。
衣笠作品も阪妻プロ作品も松竹キネマ（現在の松竹）が配給していたことから、同年のうちに松竹下加茂撮影所に移籍した。同撮影所入社第1作はオリジナル脚本による阪東寿之助主演作品『夜の裏町』であった。次作は林長二郎（のちの長谷川一夫）主演作『鳥辺山心中』で、以降、長二郎主演作を連打した。1930年（昭和5年）には、同年のヒット作『何が彼女をさうさせたか』に代表される「傾向映画」、『赭土』をオリジナル脚本で監督した。翌1931年（昭和6年）、二度目の独立を果たした月形龍之介の月形プロダクションの第1作、直木三十五原作のトーキー作品『舶来文明街』を監督した。冬島の初のトーキーであった。

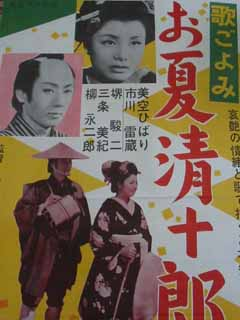
『歌ごよみ お夏清十郎』（1954年）

1932年（昭和7年）には、尾上菊太郎の主宰する尾上菊太郎プロダクションに移籍、大衆文芸映画社との提携によるサイレント映画『流転の雁』を監督した。同プロダクションでは7本を監督し、いずれも新興キネマが配給した。1933年（昭和8年）、松竹下加茂に戻った。1941年（昭和16年）公開の『元禄女』で監督作は途絶える。翌1942年（昭和17年）2月、第二次世界大戦開戦による戦時統合で新興キネマ、大都映画、日活の製作部門が合併して大日本映画製作（のちの大映）が設立されたが、冬島は、同社の大映京都第二撮影所（現在の東映京都撮影所）で森一生が監督した『大阪町人』の脚本を書いた。

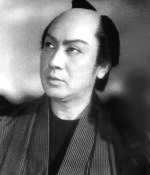
『銭形平次』（1951年）

戦後第1作は、1949年（昭和24年）、新演伎座が製作した長谷川一夫主演作『足を洗った男』であった。新演伎座で合計5本を監督し、1950年（昭和25年）末に伊藤プロダクション製作、新東宝配給の『女左膳 鍔鳴無刀流の巻』を監督し、1951年（昭和26年）からは大映京都撮影所で時代劇を撮る。松竹京都撮影所、宝塚映画での時代劇を手がけつつ、1954年（昭和29年）に新芸プロダクションで撮った美空ひばり、市川雷蔵主演作『歌ごよみ お夏清十郎』を機に、新東宝で1955年（昭和30年）に6作を監督した。1956年（昭和31年）からの2年間は日活で監督作を手がけた。1958年（昭和33年）、テレビ映画に進出、日本テレビの「ヤシカゴールデン劇場」の『冬の晨』を監督した。1960年（昭和35年）には東映テレビ・プロダクションで「第二東映」配給作品を手がけた。以降、映画の監督作はない。1960年代はテレビ映画の脚本に専念した。
1981年（昭和56年）12月24日に死去した。満80歳没。

## エピソード
無声映画時代に、ラブシーンの字幕で一苦労あった。現代劇なら「愛しています」で事は済むが、時代劇ではこのような言葉は使えない。「惚れました」では俗っぽく、「好きよ」では軽々しいと、冬島が七転八倒して考え出したのが、「お慕い申し上げておりました」というセリフの字幕だった。これは冬島が苦心して生み出した名ゼリフだったのである。
稲垣浩は、「慕う、ということばの発見は、作者自身のよろこびでもあっただろうが、その字幕を見た私たちの驚きでもあった」という。以後このセリフを真似たものが沢山あったのは事実である、として稲垣は、「それほどこの『お慕い申し上げておりました』は大発見であったのである」と語っている。

## 主なフィルモグラフィ

### 前出胡四郎
脚本
- 『仮面』 : 監督細山喜代松、東亜キネマ甲陽撮影所、1926年 - 脚本家デビュー作
- 『鉄拳児』 : 監督細山喜代松、東亜キネマ甲陽撮影所、1926年
- 『剣闘』 : 監督石田民三、東亜キネマ等持院撮影所、1926年

### 冬島泰三

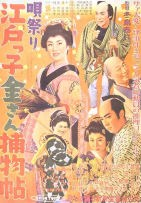
『唄祭り 江戸っ子金さん捕物帖』（1955年）

- 『鬼あざみ』 : 監督衣笠貞之助、衣笠映画聯盟・松竹下加茂撮影所、1927年 - 脚本
- 『降魔』 : 監督安田憲邦、阪東妻三郎プロダクション、1927年 - 脚本
- 『任侠五十三次』 : 阪東妻三郎プロダクション、1928年 - 監督デビュー作
- 『夜の裏町』 : 松竹下加茂撮影所、1928年
- 『鳥辺山心中』 : 松竹下加茂撮影所、1928年
- 『月形半平太』 : 松竹下加茂撮影所、1929年
- 『赭土』 : 松竹下加茂撮影所、1930年
- 『舶来文明街』 : 月形プロダクション、1931年 - 初トーキー
- 『流転の雁』 : 尾上菊太郎プロダクション・大衆文芸映画社 / 新興キネマ、1932年 - サイレント
- 『初陣』 : 松竹下加茂撮影所、1933年 - サウンド版
- 『月形半平太』 : 松竹下加茂撮影所、1934年 - トーキー
- 『唐人お吉』 : 新興キネマ東京撮影所、1935年
- 『元禄女』 : 松竹下加茂撮影所、1941年
- 『大阪町人』 : 監督森一生、大映京都第二撮影所、1942年 - 脚本のみ
- 『足を洗った男』 : 新演伎座、1949年
- 『女左膳 鍔鳴無刀流の巻』 : 伊藤プロダクション / 新東宝、1950年
- 『上州鴉』 : 大映京都撮影所、1951年
- 『銭形平次』 : 大映京都撮影所、1951年
- 『歌ごよみ お夏清十郎』 Onatsu and Seijuro : 新芸プロダクション / 新東宝、1954年
- 『唄祭り 江戸っ子金さん捕物帖』 : 新芸プロダクション / 新東宝、1955年
- ヤシカゴールデン劇場『冬の晨』 : 日本テレビ放送網、1958年 - 初テレビ映画
- 『日本怪談劇場』 : 東京12チャンネル、1970年 - テレビ映画・脚本のみ
  - 第1話『怪談・蚊喰鳥』 : 監督土居通芳、1970年7月4日放映
  - 第9話『怪談・宵宮雨』 : 監督土居通芳、1970年8月29日放映
- 『怪談』 : 毎日放送、1972年 - テレビ映画・脚本のみ
  - 第2話『牡丹燈籠』 : 原作三遊亭圓朝、監督西山正輝、1972年7月28日放映